# Guido Fanconi

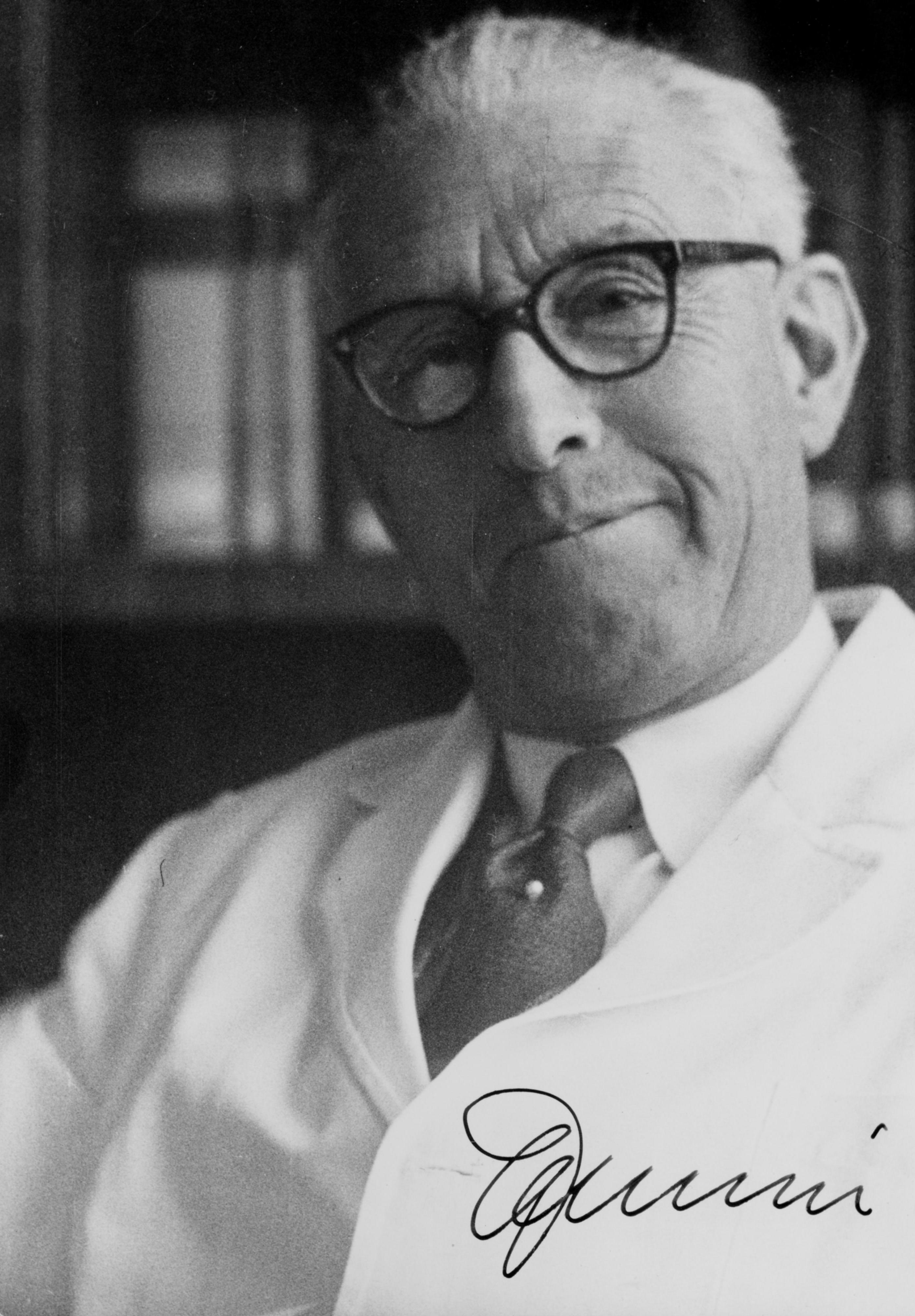
Guido Fanconi

Guido Fanconi (1 stycznia 1892 roku w Poschiavo – 10 października 1979 roku w Zurychu) – szwajcarski pediatra.
Prezes International Pediatric Association (od 1947 do 1950), a między 1951 a 1967 rokiem jego sekretarz generalny.
Odkrywca wielu chorób. Jego nazwiskiem zostało nazwanych 17 jednostek chorobowych, m.in. niedokrwistość Fanconiego, zespół Fanconiego, zespół Fanconiego-Bickela.
W 1962 r. został członkiem zagranicznym PAN.